# Pantarbes earinus
Pantarbes earinus är en tvåvingeart som beskrevs av Hall och Neal L. Evenhuis 1984. Pantarbes earinus ingår i släktet Pantarbes och familjen svävflugor. Inga underarter finns listade i Catalogue of Life.